# Challenger (rymdfärja)
För andra betydelser, se Challenger.
Challenger (OV-99) var den andra av den amerikanska rymdflygstyrelsen Nasas rymdfärjor som togs i bruk, efter Columbia. Dess jungfruresa skedde den 4 april 1983. Challenger hann göra nio uppdrag innan den exploderade under uppskjutningen den 28 januari 1986.
Den uppkallades efter HMS Challenger, som användes vid Challengerexpeditionen.

## Uppdrag

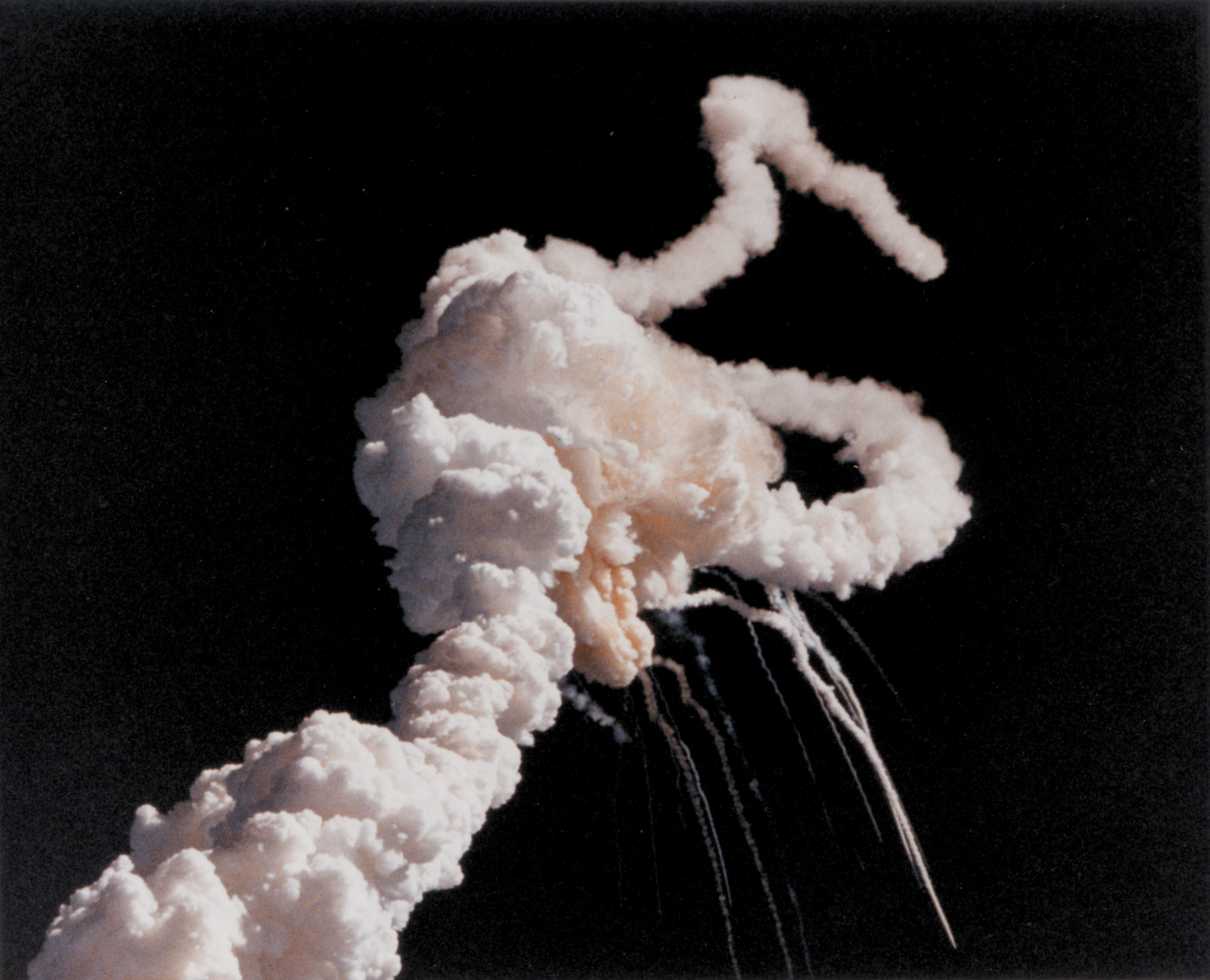
Rökmolnet som Challenger lämnade efter sig vid olyckan.

Rymdfärjan Challenger utförde tio flygningar, tillbringade 62,41 dagar i rymden, gjorde 995 varv runt jorden och flög totalt 41 527 416 kilometer inklusive det sista uppdraget.

## Olyckan
Den 28 januari 1986 sköts rymdfärjan Challenger iväg för sin tionde rymdfärd. Uppdragets beteckning var STS-51-L, och omfattade diverse vetenskapliga experiment. Starten hade ursprungligen varit planerad till den 22 januari men fick skjutas upp flera gånger på grund av tekniska problem och dålig väderlek. Avfyrningen skulle egentligen börja kl. 10.38 men på grund av kallt väder fördröjdes starten till kl. 11.38 när Challenger lyfte. Starten gick först enligt planerna, men efter 73 sekunder exploderade rymdfärjan ovanför Kennedy Space Center. Alla sju ombordvarande omkom. Åtminstone en del av besättningen överlevde branden och färjans sönderfall, men omkom när den förstärkta del av rymdfärjan som de befann sig i störtade i havet. Läraren Christa McAuliffe, en av de ombordvarande astronauterna, skulle blivit den första läraren i rymden, och många skolelever såg den direktsända uppskjutningen på TV.
Efter olyckan tillsattes en kommission under ordföranden William Rogers för att undersöka orsakerna bakom explosionen. Bland de 14 som satt i Rogers Commission Report kan nämnas fysikern och nobelpristagaren Richard Feynman, förste mannen på månen Neil Armstrong, första amerikanska kvinnan i rymden Sally K. Ride och testpiloten Chuck Yeager.
"The Rogers Commission Report" kom fram till flera orsaker som hade bidragit till olyckan. För det första konstaterade man att gummipackningarna (O-ringar) som utgjorde trycktätning mellan lyftraketernas olika sektioner hade försvagats vilket ledde till att gas började strömma ut vilket i sin tur förstörde rymdfärjan. Defekten syns på bilderna från starten där man ser hur små svarta rökmoln bildas vid den högra lyftraketen. En orsak bakom denna defekt var det kalla vädret den dagen som hade bidragit till att gummipackningarna inte höll tätt. Rakettillverkaren Morton Thiokols ingenjörer hade motsatt sig en start på grund av de låga temperaturerna men NASA bestämde sig för att strunta i ingenjörernas åsikter och att genomföra starten ändå. Här slog "Rogers Commission" även fast att NASA hade sänkt sina krav på säkerhet till en väldigt låg nivå. Rapporten konstaterade även att NASA ville genomföra för många flygningar i relation till materialet och personalen som det hade till sitt förfogande. Därmed hade organisationen inga resurser för att motverka oförutsedda materialproblem.

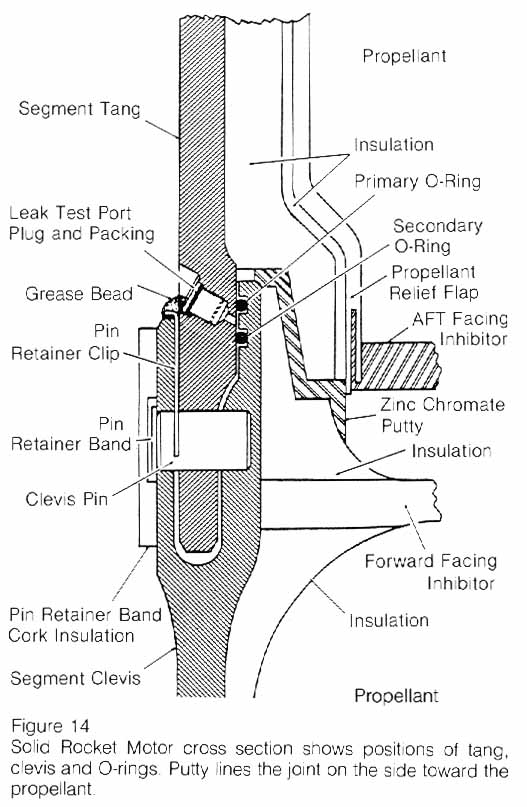
En bild av den del av fastbränsleraketen som orsakade haveriet.

Efter olyckan diskuterade man att bygga om testfärjan Enterprise till en fullt fungerande rymdfärja, men man kom slutligen fram till att det skulle bli billigare att bygga en ny. Den nya färjan fick namnet Endeavour.
Sjutton år senare havererade även rymdfärjan Columbia.

## Rymdfärdsuppdragen
| Färd | Uppdrag  | Startdatum      | Landning         | Färdens tid |
| ---- | -------- | --------------- | ---------------- | ----------- |
| 1    | STS-6    | 4 april 1983    | 9 april 1983     | 120:23:42   |
| 2    | STS-7    | 18 juni 1983    | 24 juni 1983     | 146:23:59   |
| 3    | STS-8    | 30 augusti 1983 | 5 september 1983 | 145:08:43   |
| 4    | STS-41-B | 3 februari 1984 | 11 februari 1984 | 191:15:55   |
| 5    | STS-41-C | 6 april 1984    | 13 april 1984    | 167:40:07   |
| 6    | STS-41-G | 5 oktober 1984  | 13 oktober 1984  | 197:23:38   |
| 7    | STS-51-B | 29 april 1985   | 6 maj 1985       | 168:08:46   |
| 8    | STS-51-F | 29 juli 1985    | 6 augusti 1985   | 190:45:26   |
| 9    | STS-61-A | 30 oktober 1985 | 6 november 1985  | 168:44:53   |
| 10   | STS-51-L | 28 januari 1986 | Haveri           | 0:01:13     |

|          |          |          |          |          |
| STS-6    | STS-7    | STS-8    | STS-41-B | STS-41-C |
|          |          |          |          |          |
| STS-41-G | STS-51-B | STS-51-F | STS-61-A | STS-51-L |